# Свобода (Бургасская область)
Свобода (болг. Свобода) — село в Бургасской области Болгарии. Входит в состав общины Камено. Находится примерно в 1 км к востоку от центра города Камено и примерно в 14 км к северо-западу от центра города Бургас. По данным переписи населения 2011 года, в селе  проживало 414 человек.

## Население
| Год     | 1975 | 1985 | 1992 | 2001 | 2011 |
| ------- | ---- | ---- | ---- | ---- | ---- |
| Жителей | 1619 | 854  | 503  | 465  | 414  |

| Национальность | Человек | Процент |
| -------------- | ------- | ------- |
| болгары        | 211     | 55,09%  |
| турки          | 43      | 11,23%  |
| цыгане         | 120     | 31,33%  |
| другие         | 9       | 2,35%   |
| Всего ответов  | 383     |         |

|  |